# Colladonus intricata
Colladonus intricata är en insektsart som beskrevs av Ball 1911. Colladonus intricata ingår i släktet Colladonus och familjen dvärgstritar. Inga underarter finns listade i Catalogue of Life.